# Asteia mahunkai
Asteia mahunkai is een vliegensoort uit de familie van de Asteiidae. De wetenschappelijke naam van de soort werd voor het eerst geldig gepubliceerd in 1979 door László Papp.